# 昭和警察署
昭和警察署（しょうわけいさつしょ）は、愛知県警察が管轄する警察署である。

## 所在地
- 愛知県名古屋市昭和区広路通5-11

## 管轄区域
- 名古屋市昭和区

## 沿革
- 1932年（昭和7年）8月1日 - 旧愛知郡役所を改築し、名古屋市内7番目の御器所警察署として設置される[1]。当初の管轄は、昭和区・瑞穂区・南区の一部・千種区の一部と広大であり、御器所・島退・山脇・御所町・倚門橋・桜山・曙町・雁道・池下・下高田の10派出所および井戸田・北井戸田・弥富・田光・牛巻・高田・広路・石仏・石坂の9駐在所が設置された[2]。
- 1942年（昭和17年）7月1日 - 昭和区滝子通1丁目1番地に木造2階建ての新庁舎が建設され、昭和警察署となる[2]。瑞穂区が新設され、同時に所轄が新設された瑞穂警察署に移管する[2]。
- 1967年（昭和42年）2月28日 - 鉄筋コンクリート造3階建ての新庁舎が広路通5-11に新築される[2]。移転したのは昭和区が愛知郡天白村を編入し、区域の中央に場所を求めたことによる[2]。
- 1973年（昭和48年）3月20日 - 増築[2]。
- 1979年（昭和54年）11月1日 - 天白区に天白警察署が新設され、独立[2]。

## 組織
- 警務課
  - 警務係
  - 住民サービス係
  - 留置管理係
- 会計課
  - 会計係
- 生活安全課
  - 生活安全係
  - 少年係
  - 保安係
- 地域課
  - 地域総務係
  - 地域(第一係～第三係)
- 刑事課
  - 刑事総務係
  - 強行係
  - 盗犯係
  - 鑑識係
  - 知能係
  - 暴力薬物係
- 交通課
  - 交通総務係
  - 指導取締係
  - 事故捜査係
- 警備課
  - 警備係

## 交番
（ ）の中は所在地
- 安田交番（名古屋市昭和区安田通4丁目8番地）
- 八事交番（名古屋市昭和区八事本町100番地の65）
- 阿由知交番（名古屋市昭和区阿由知通5丁目8番地の3）
- 川名交番（名古屋市昭和区川原通8丁目48番1）
- 白金交番（名古屋市昭和区白金2丁目10番17号）
- 鶴舞交番（名古屋市昭和区鶴舞1丁目1番107号）
- 吹上交番（名古屋市昭和区吹上町1丁目34番地の2）

- 安田交番
- 鶴舞交番
- 阿由知交番
- 八事交番

## 駐在所
なし